# L'asso nella manica (romanzo)
L'asso nella manica (titolo originale An Ace Up My Sleeve) è un romanzo poliziesco del 1971 dello scrittore britannico James Hadley Chase, primo della serie di tre romanzi con protagonista Helga Rolfe.
Il libro è stato tradotto in francese, afrikaans, tedesco, finlandese, italiano e altre lingue.

## Trama
Helga Rolfe, una bella quarantenne americana, si ritiene fortunata ad aver raggiunto i suoi obiettivi: qualche anno prima ha sposato un uomo ricchissimo, Herman Rolfe, anziano e invalido, che alla sua morte le lascerà tutta la sua fortuna. Un matrimonio sicuramente di interesse, con il solo vincolo per Helga di essere fedele al marito, pena il divorzio e la perdita dell'eredità. 
Per Helga è molto difficile essere fedele al marito, ed approfitta delle numerose occasioni - quando è in giro per il mondo da sola a curare gli affari del marito - per concedersi alle tentazioni. L'ultima tentazione di Helga è il giovane e squattrinato americano Larry, incontrato per le strade di una innevata Bonn.
Helga convince il ragazzo a lavorare per lei, come autista in un viaggio che li condurrà in Svizzera, con il desiderio non tanto nascosto di sedurlo.
Larry però non è l'ingenuo ragazzo che sembrava a prima vista: la donna scopre che il ragazzo non le ha rivelato di essere un disertore dell'esercito americano, di essere sfuggito ad un arresto ad Amburgo e di essere senza passaporto.

## Edizioni in italiano
- James Hadley Chase, L'asso nella manica, traduzione di Diana Fonticoli, Milano: A. Mondadori, 1991
- James Hadley Chase, L'asso nella manica, traduzione di Diana Fonticoli, collana Il Giallo Mondadori, n. 2267, Mondadori, 1992,  p. 143.